# Abington (Massachusetts)
Abington es un pueblo ubicado en el condado de Plymouth en el estado estadounidense de Massachusetts. En el Censo de 2010 tenía una población de 15.985 habitantes y una densidad poblacional de 624,05 personas por km².

## Geografía
Abington se encuentra ubicado en las coordenadas 42°7′12″N 70°57′26″O / 42.12000, -70.95722. Según la Oficina del Censo de los Estados Unidos, Abington tiene una superficie total de 25.61 km², de la cual 25 km² corresponden a tierra firme y (2.41%) 0.62 km² es agua.

## Demografía
Según el censo de 2010, había 15.985 personas residiendo en Abington. La densidad de población era de 624,05 hab./km². De los 15.985 habitantes, Abington estaba compuesto por el 92.51% blancos, el 2.14% eran afroamericanos, el 0.29% eran amerindios, el 1.78% eran asiáticos, el 0.01% eran isleños del Pacífico, el 1.9% eran de otras razas y el 1.37% pertenecían a dos o más razas. Del total de la población el 1.94% eran hispanos o latinos de cualquier raza.. los ediles de Abington son; Kenneth Coyle (presidente), R. Andrew Burbine (vicepresidente), Tom Dion, Michael Franey, y Maureen Jensen.